# Dania (alfabet fonetyczny)
Dania – system transkrypcji fonetycznej przystosowany do zapisu głosek języka duńskiego. Jest powszechnie stosowany w słownikach, podręcznikach oraz omówieniach fonetyki języka duńskiego.
Twórcą alfabetu Dania jest językoznawca Otto Jespersen, który opublikował go wraz ze szczegółowym omówieniem poszczególnych głosek w 1890 r. w duńskim czasopiśmie językoznawczym Dania: Tidsskrift for Folkemaal og Folkeminder. Nazwa alfabetu pochodzi od nazwy czasopisma.
Ideą alfabetu Dania jest przypisanie każdej głosce jednego znaku, co nie ma miejsca w ortograficznym zapisie języka duńskiego. Głoski w tym systemie zwyczajowo zapisuje się kursywą w nawiasach kwadratowych. W użyciu są wszystkie litery alfabetu duńskiego oraz szereg liter spoza niego, m.in.: [ð], [ö], [ŋ], [ɔ] i inne (przy czym znaki stosowane w piśmie jako warianty tej samej litery, np. œ/æ w zapisie Dania mają różne wartości). Stosowane obok liter znaki to m.in. ˈ na oznaczenie głównego i ˌ pobocznego akcentu wyrazowego, ˀ na oznaczenie stødu (niepełnego zwarcia krtaniowego) czy · na oznaczenie długiej samogłoski.
Mimo podobieństw Danii do międzynarodowego alfabetu fonetycznego IPA istnieje między tymi systemami zapisu szereg rozbieżności, np. ta sama głoska zapisywana jest w D. jako [æ], a w IPA jako [ɛ]; ta sama cecha (długość samogłoski) oznaczana jest w D. znakiem ·, a w IPA znakiem : itd.
Przykładowy zapis w alfabecie Dania: słowo „encyklopedia”, duń. „encyklopædi”: [αŋsyklopæˈdiˀ].